# Cédric Hengbart
Cédric Hengbart (Falaise, 13 juli 1980) is een Franse voetballer die als verdediger speelt.
Hij speelde lang voor SM Caen (2001-2008) en AJ Auxerre (2008-2013). Vervolgens speelde hij bij AC Ajaccio en in de Indian Super League.